# David Crowder
David Wallace Crowder (29 de noviembre de 1971), conocido por su alias artístico Crowder desde 2012, es un músico americano de folktrónica cristiano.  Es el cantante principal en la banda David Crowder Band. También desde 2012, Crowder hace una carrera musical paralela en solitario en sixstepsrecords con la discográfica Sparrow Records, lanzando su primer álbum solitario Neón Steeple el 27 de mayo de 2014. Crowder lanzó su primer solo de dicho álbum titulado "Soy" el 25 de noviembre de 2013, el cual alcanzó el puesto Núm. 3 de la clasificación de canciones cristianas.

## Discografía

### Álbumes de estudio
| Título             | Detalles de álbum                                                                                                 | Posición | Posición |
| Título             | Detalles de álbum                                                                                                 | EE. UU.  | USChrist |
| ------------------ | --- | -------- | -------- |
| Neón Steeple       | - Lanzamiento: 27 de mayo de 2014 - Etiqueta: sixsteps/Gorrión - Formatos: CD, descarga digital, vinilo           | 9        | 1        |
| Americano Prodigal | - Lanzamiento: 23 de septiembre de 2016 - Discográfica: sixsteps/Gorrión - Formatos: CD, descarga digital, vinilo | 12       | 1        |

### EP
| Título                      | Detalles de álbum                                                                                      | Posición |
| Título                      | Detalles de álbum                                                                                      | USChrist |
| --------------------------- | --- | -------- |
| Porche de neón Extravaganza | - Lanzamiento: 30 de octubre de 2015 - Discográfica: sixsteps/Sparrow - Formatos: CD, descarga digital | 11       |

### Singles
| Título                                 | Año  | Posiciones de gráfico de la cumbre | Posiciones de gráfico de la cumbre | Posiciones de gráfico de la cumbre | Posiciones de gráfico de la cumbre | Álbum        |
| Título                                 | Año  | EE. UU. Canciones cristianas       | EE. UU. cristianos AC              | EE. UU. cristianos AC Ind          | EE. UU. cristianos AC/CHR          | Álbum        |
| -------------------------------------- | ---- | ---------------------------------- | ---------------------------------- | ---------------------------------- | ---------------------------------- | ------------ |
| "I Am"                                 | 2013 | 3                                  | 6                                  | 5                                  | 2                                  | Neón Steeple |
| "Come As You Are"                      | 2014 | 3                                  | 6                                  | 1                                  | 14                                 | Neón Steeple |
| "Lift Your Head Weary Sinner (Chains)" | 2015 | 16                                 | —                                  | 25                                 | 5                                  | Neón Steeple |

## Libros
David Crowder ha sido autor de dos libros:
- David Crowder, Hábito de Elogio: Encontrando Dios en Ocasos y Sushi, NavPress, 2005.
- David Crowder con Mike Hogan, Todo el mundo Quiere Ir a Cielo, pero Nadie Quiere Dado o (La Escatología de Bluegrass), Libros Pertinentes, 2006.,